# Taphronota
Taphronota is een geslacht van rechtvleugeligen uit de familie Pyrgomorphidae. De wetenschappelijke naam van dit geslacht is voor het eerst geldig gepubliceerd in 1873 door Stål.

## Soorten
Het geslacht Taphronota omvat de volgende soorten:
- Taphronota cacuminata Karsch, 1893
- Taphronota stali Bolívar, 1884
- Taphronota calliparea Schaum, 1853
- Taphronota ferruginea Fabricius, 1781
- Taphronota grandis Kevan, 1975
- Taphronota merceti Bolívar, 1904
- Taphronota occidentalis Karsch, 1892
- Taphronota verrucosa Kevan, 1975